# Naturdämmstoff

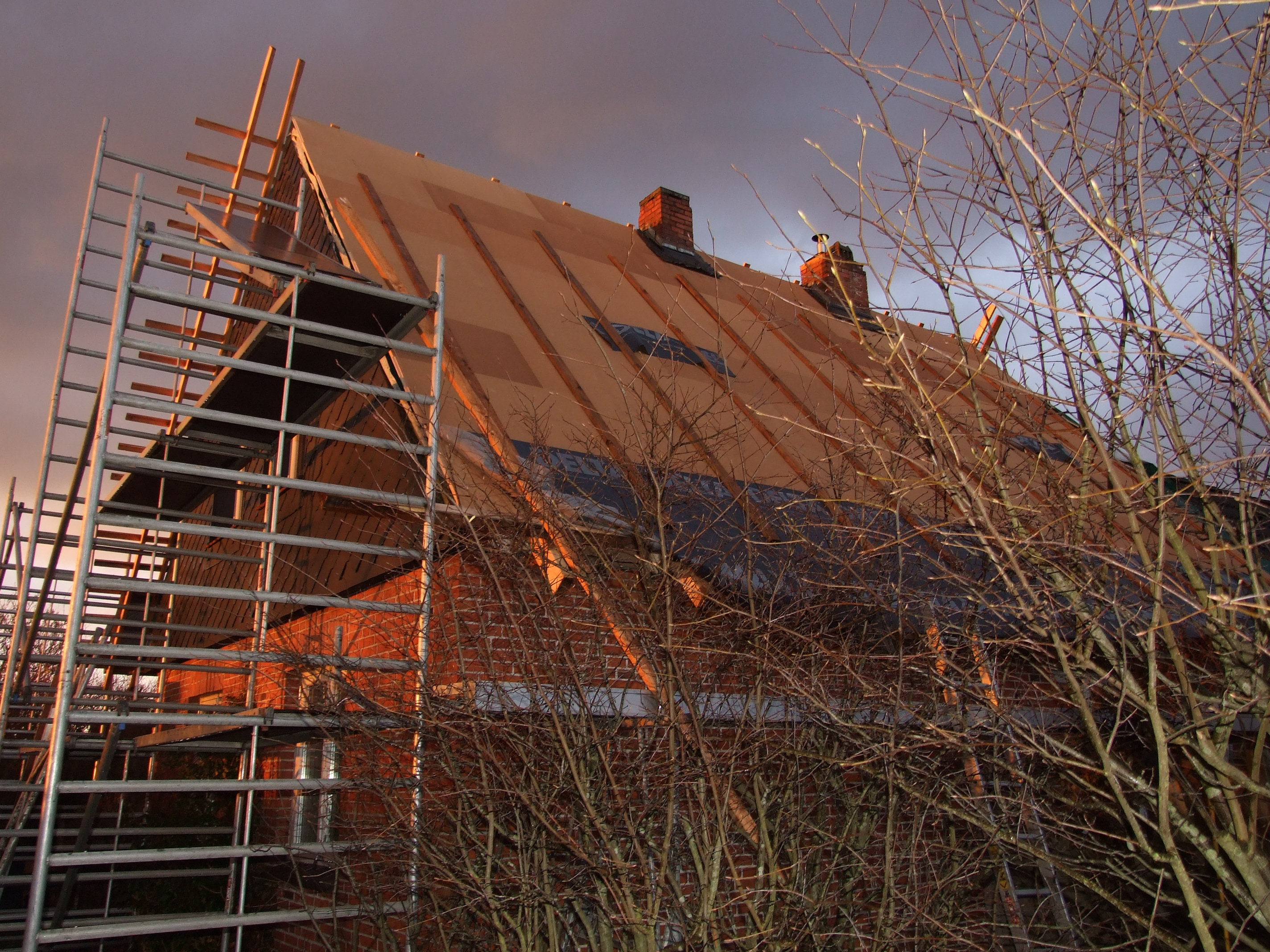
Wärmedämmung eines Hausdachs mit Holzfaserdämmplatten kombiniert mit Einblasdämmung aus Zellulose.

Unter dem Begriff Naturdämmstoffe werden Dämmstoffe aus Materialien pflanzlicher, tierischer und mineralischer Herkunft zusammengefasst.

## Inhaltsstoffe
Naturdämmstoffe werden auf Basis verschiedener Nutzpflanzen wie zum Beispiel Flachsfaser (Faserlein), Getreide, Hanf, Seegras, Holz, Jute, Kork, Schilfrohr, Sisalfaser, Kokos und Wiesengras hergestellt. Außerdem wird Schafwolle  und mineralische Stoffe wie Blähperlit, Vermiculite und Calciumsilikat als Dämmstoff eingesetzt.
Teilweise werden auch Dämmstoffe aus Recyclingmaterial als Naturdämmstoffe bezeichnet, sofern diese auf biogenen Rohstoffen bestehen (z. B. Cellulosefasern aus Altpapier, Schaumglasschotter aus Recyclingglas).
Zum Schutz gegen Schädlings- und Schimmelbefall und zum Brandschutz werden allen organischen Naturdämmstoffen in der Regel mit geringen Anteilen schützender Stoffe injiziert, wie Molke, Borsalze, Soda oder Zement bei Hobelspänen oder Holzwolle-Leichtbauplatten, über Aluminiumsulfat, Paraffin oder Ammoniumsulfat bei Holzfaserdämmplatten, zugesetzt, ausgenommen Seegras, das von Natur aus resistent gegen Schimmel, Feuer (B2) und Ungeziefer ist. Bei mineralischer Dämmung ist dies nicht nötig und sie ist auch nicht brennbar (A1). Die meisten der verwendeten Zusätze sind bei Herstellung und Verwendung unbedenklich, in einigen Fällen (zum Beispiel synthetische Faseranteile in Naturfasermatten) behindern diese Zusätze die chemische oder biologische Abbaubarkeit bei der Entsorgung. Um die Verbesserung bei der Verarbeitung und um die Formstabilität zu erhöhen, werden in einigen Naturdämmstoffen auch synthetische Polyesterfasern als Stützfasern genutzt. Alternativ werden Kokosfasern, Kartoffelstärke oder Wasserglas eingesetzt.

## Eigenschaften

### Dämmwirkung
Die Wärmedämmwirkung von Naturdämmstoffen entspricht der üblicher mineralischer und fossiler Dämmstoffe (Wärmeleitfähigkeitsgruppe 035 bis 055). 
Im Bereich der Hochleistungsdämmstoffe befinden sich Vakuum-Isolationspaneele aus polymergetränkten Zellulose-Wabenplatten in der Entwicklung, die zumindest teilweise aus nachwachsenden Rohstoffen bestehen. Der sommerliche Wärmeschutz ist bei den meisten Naturdämmstoffen (besonders bei Holzfaserdämmstoffen) deutlich höher als bei den üblichen fossilen und mineralischen Materialien, die gedämmten Räume bleiben daher auch bei hohen Außentemperaturen im Tagesverlauf kühler.

### Feuchtigkeitsaufnahme
Im Gegensatz zu den anderen Dämmstoffen sind die meisten Naturdämmstoffe sorptionsfähig, sie können Feuchtigkeit aufnehmen und abgeben, ohne dass die Dämmwirkung verloren geht. Kurz- bis mittelfristige Feuchteeinwirkungen sind in vielen Fällen problemlos und können anschließend wieder abtrocknen, so dass auch die Gefahr der Schimmelpilzbildung verringert ist. Dauerhafte Feuchtigkeit beschädigt organische Naturdämmstoffe.

### Weitere Eigenschaften
Die gängigen Naturbaustoffe sind entweder als normal entflammbar oder als schwer entflammbar eingestuft. Die Schallschutzwirkung unterscheidet sich zwischen den Dämmstoffen erheblich, gute Schalldämmeigenschaften haben u. a. Dämmstoffe aus Seegras, Kokosfasern, Zellulose oder Holzfasern.

## Normen und Zulassungen
Vor allem für eine Reihe von Dämmstoffen auf Basis von Holzprodukten (Holzwolleleichtbauplatte, Weichholzfaserplatte, Holzfaserplatte mit Harz), aber auch für Kokosfasern und Kork existieren einschlägige DIN-Normen. Dämmstoffe, die keiner DIN unterliegen, können eine bauaufsichtliche Zulassung vom Deutschen Institut für Bautechnik erhalten. Eine weitere Form der Qualitätssicherung stellen Übereinstimmungszertifikate dar. Diese werden durch Zertifizierungs- und Überwachungsstellen ausgestellt und bestätigen die Übereinstimmung mit den rechtlichen Anforderungen. Nicht zugelassene Dämmstoffe können über Einzelfallentscheidungen zugelassen werden.

## Einsatzbereiche
Für alle Anwendungen im Innenbereich können Naturdämmstoffe eingesetzt werden. Schall- und Wärmedämmung für die Wand, Decke, Boden und zur Dachdämmung. Im Außenbereich hinter Verschalungen, als Schüttung und als Wärmedämmverbundsystem. Für die Anwendung spritzwassergefährdeter Bauteile und erdberührten Bereichen (Perimeterdämmung) sind die Naturdämmstoffe aus nachwachsenden Rohstoffen, Zellulose und Schafwolle nicht geeignet. Eine Ausnahme ist die Dämmung Bläh- und Schaumglas (Recycling aus Altglas), das auch für die Perimeterdämmung zugelassen ist.

## Absatz und Markt
In Deutschland nimmt der Absatz von Dämmstoffen aus nachwachsenden Rohstoffen zu. Der Marktanteil von Dämmstoffen aus nachwachsenden Rohstoffen lag im Jahr 2005 bei 5 %. Zum Einsatz kommen vor allem weiche Holzfaserdämmplatten (im Jahr 2006 28 % des Naturdämmstoffmarktes), Einblaszellulose (32 %), sonstige Leichtbauplatten (20 %), Flachs- und Hanfdämmstoffe (9 %) sowie Dämmstoffe aus Schafwolle (4 %).

## Naturdämmstoffarten

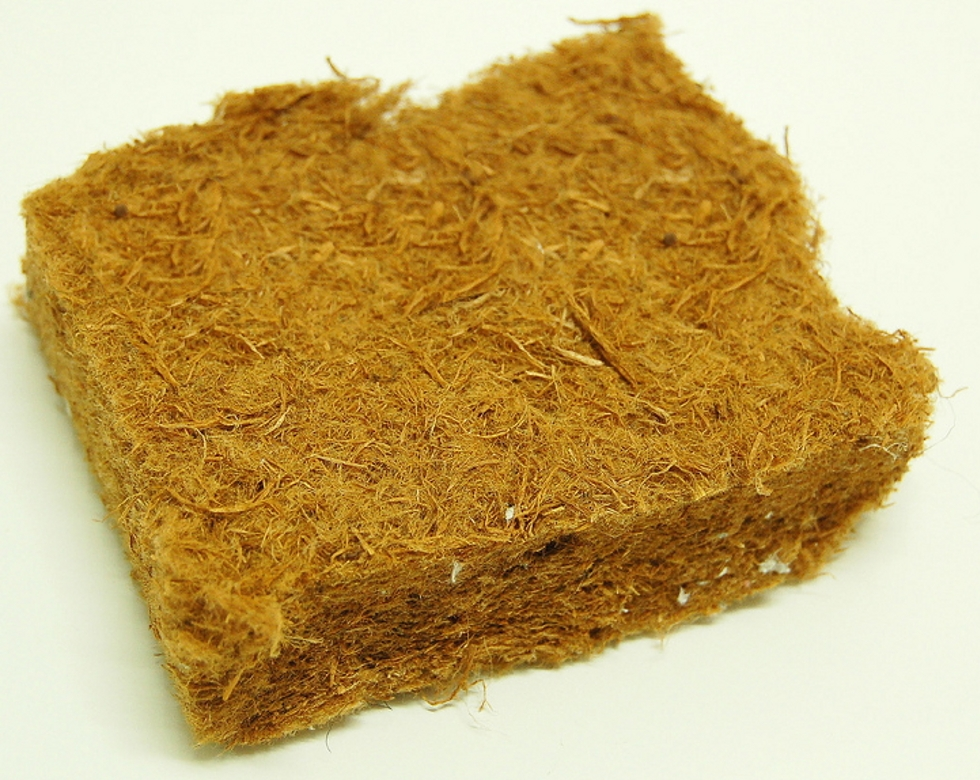
Flexible Holzfaserdämmung

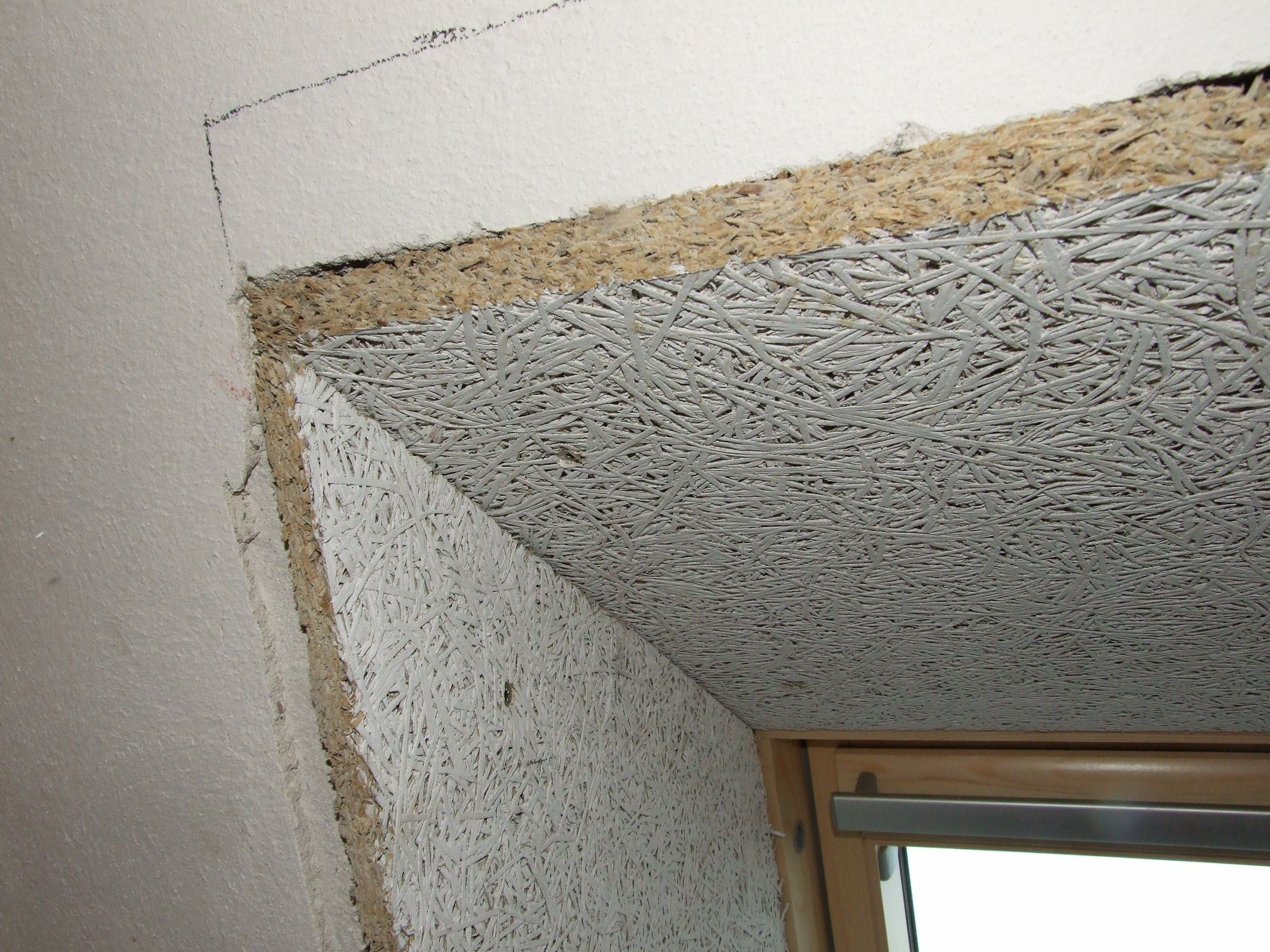
Holzwolle-Leichtbauplatte als Fensterlaibung

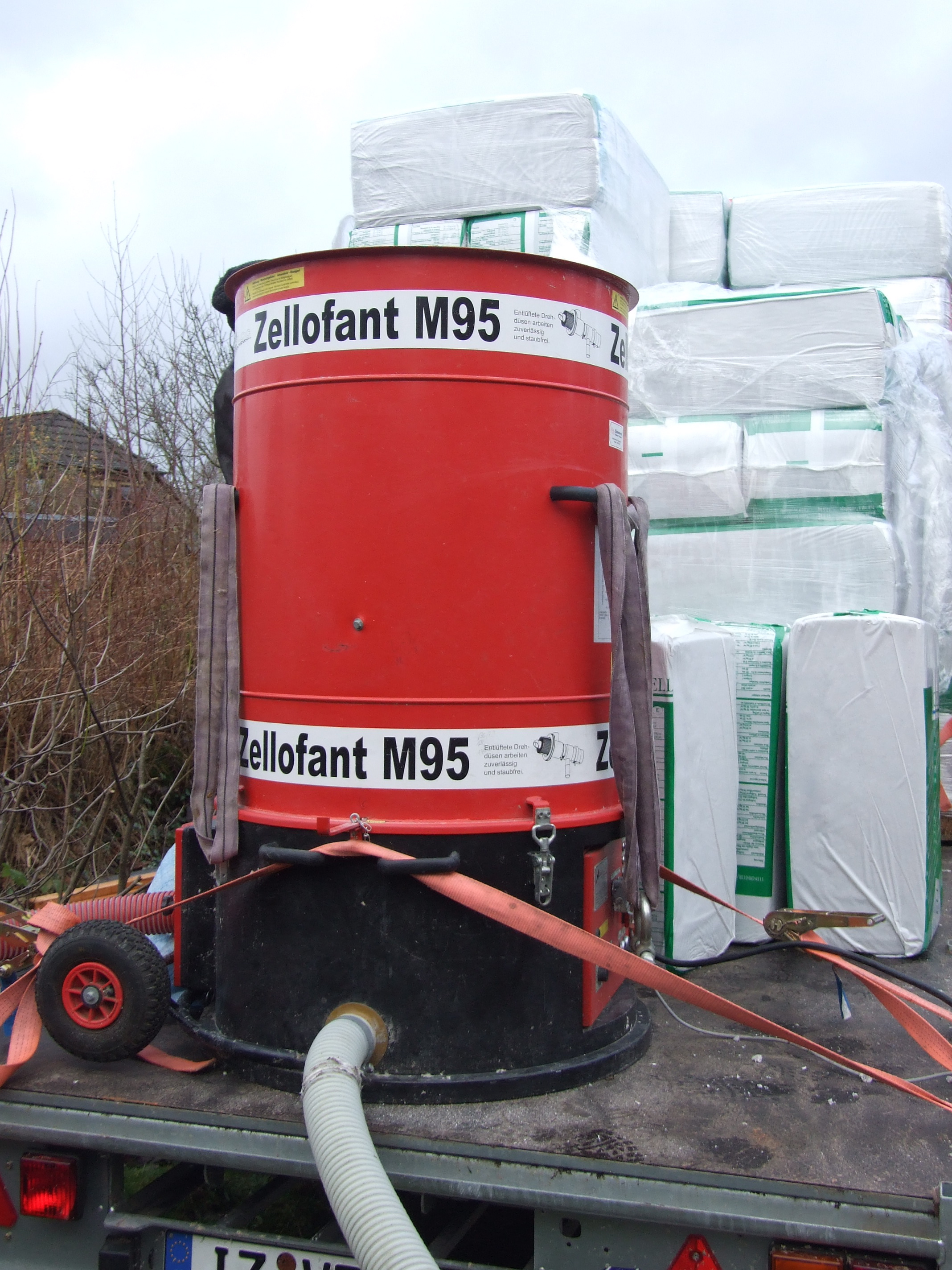
Zelluloseflocken werden über den Dosierer (Tonne) eingebracht und durch den Schlauch in Hohlräume eingeblasen.

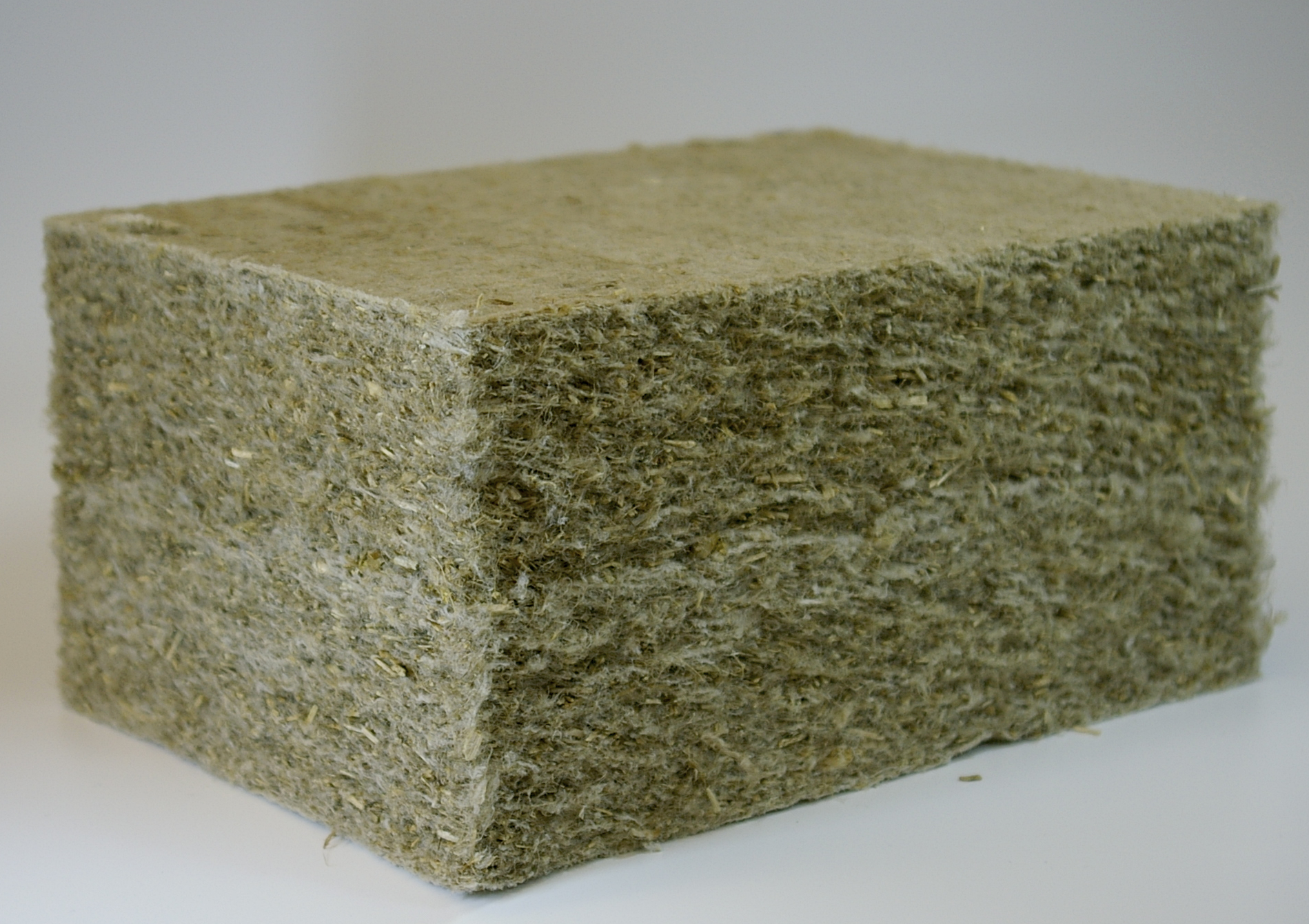
Dämmstoffblock aus Hanffasern

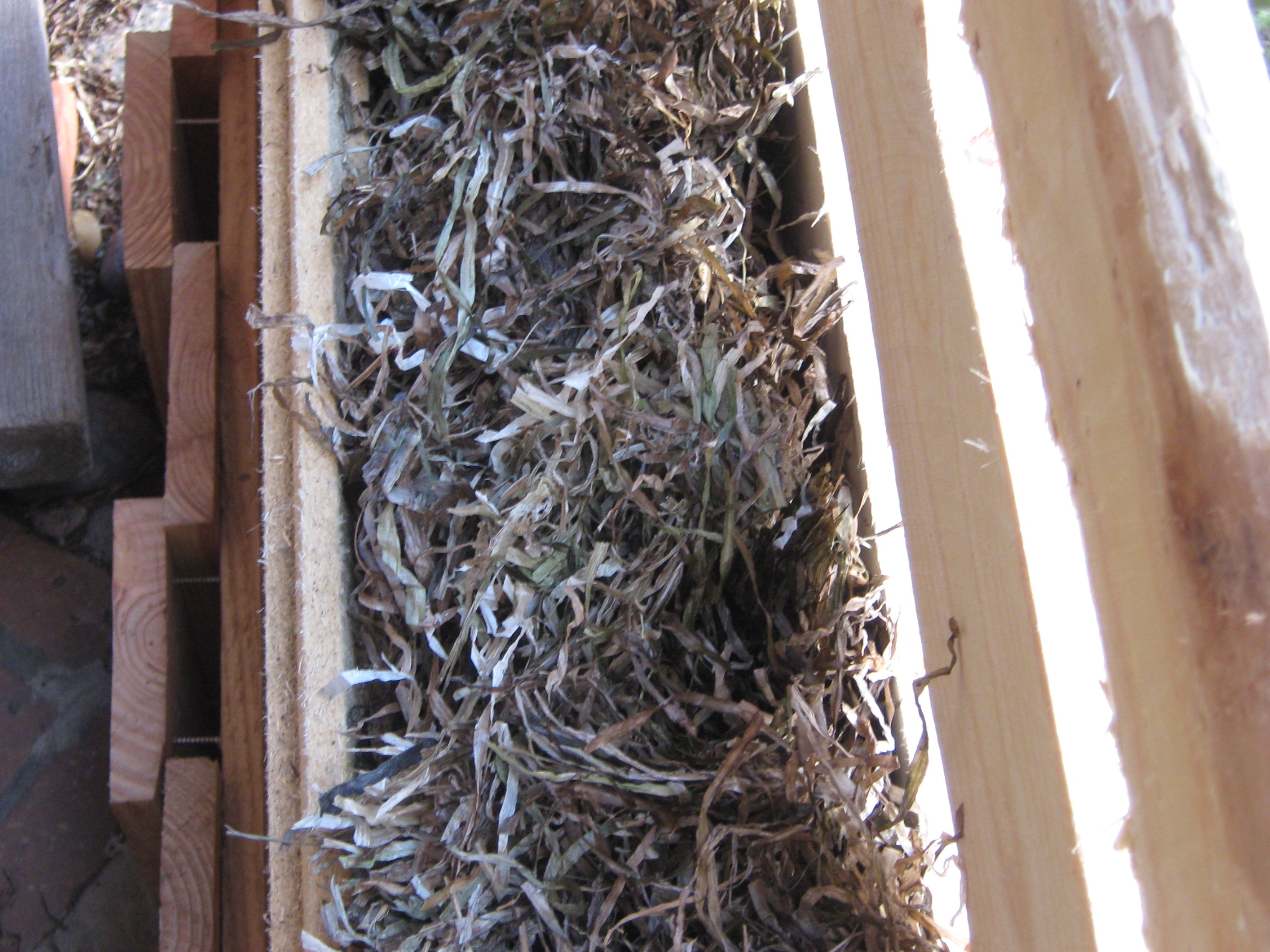
Wandmodell mit Seegrasdämmung

### Holzfaser
Holzfaserplatten bestehen aus Nadelholzresten, die – mit zwei unterschiedlichen Verfahren – behandelt und zerfasert und mit Zusätzen versehen werden. Holzfaserdämmplatten als dauerhafter und dämmstarker Faserverbund ohne fremde Bindemittel werden in verschiedenen Ausführungen angeboten (u. a. fest und flexibel) und sind universell verwendbar. Die Quadratmeterkosten sind etwas höher, allerdings bei sehr gutem sommerlichem Wärmeschutz und guter Bearbeitbarkeit (ähnlich wie Holzplatten und auch in Eigenleistung verarbeitbar). Als Einblasdämmstoff kommen auch lose Holzfasern zum Einsatz.
Holzfaserplatten sind gut geeignet, um einen diffusionsoffenen Hohlraum zu schaffen, in den andere Naturdämmstoffe, wie z. B. Seegras, lose eingefüllt werden können.

### Hobelspäne zum Einblasen
Mit Zusätzen gegen Schädlingsbefall und Schimmel sowie zum Feuerschutz versehene Hobelspäne aus der Holz verarbeitenden Industrie werden als Einblasdämmstoff verwendet. Die Dämmschicht ist dampfdiffusionsoffen und Feuchte ausgleichend. Die Schallschutzeigenschaften und der sommerliche Wärmeschutz sind hoch. Verwendung finden Hobelspäne vor allem bei der Zwischensparrendämmung, im Holzskelettbau und im Holztafelbau.

### Holzwolleleichtbauplatten
Bereits seit 1938 sind Holzwolleleichtbauplatten (HWL-Platten) als Dämmstoff genormt. Die formstabilen und sehr festen Bauteile bestehen aus Holzwolle, die mit Zement oder Magnesit als Bindemittel in einer Form gepresst werden und anschließend aushärten. Die Platten sind resistent gegen Fäulnis, Pilze und tierische Schädlinge; zusätzlich feuerhemmend und feuchtigkeitsabsorbierend. Eingesetzt werden sie vor allem als Putzträger – auch im Außenbereich, außerdem für die Dämmung gut wärmeleitender Bauteile im Mauerwerks- und Betonbau und als Beplankung im Holzbau. Ihre wärmedämmende Wirkung ist mit einer Wärmeleitfähigkeit von 0,090 W/(m·K) nur etwa halb so hoch wie die anderer Naturdämmstoffe. Sonderprodukte optimieren die Dämmwirkung durch Einlegen wirksamerer Dämmstoffe zwischen zwei Holzwolle-Leichtbauplatten. Unverputzt absorbieren die Platten Schall, als verputzte Bauteile wirken sie schalldämmend. Daher werden Holzwolleleichtbauplatten auch als Akustikplatten eingesetzt. Diese können auch mit speziellen Oberflächenprofilen für den Schallschutz optimiert werden. Herstellung, Verwendung und Entsorgung der Platten gelten als gesundheitlich unbedenklich, der Dämmstoff ist recyclingfähig und kann thermisch verwertet werden.

### Zellulose
Zellulose aus Altpapier wird in Mühlen (zum Beispiel Wirbelstrommühlen) aufgefasert und mit diversen Zusätzen gemischt. Die losen Flocken werden im Dach-, Wand- und Deckenbereich in Hohlräume eingeblasen, als lose Schüttung aufgebracht oder feucht aufgespritzt. Gepresst kommt Zellulose mit Polyolefin Kunststofffasern als sehr elastische und formstabile Zellulosedämmplatte zum Einsatz. Zellulose hat eine gute Wärmedämm- und Speicherfähigkeit. Brandschutz: Euroklasse nach EN 13501-1: E, wiederverwertbar und hat eine hohe Feuchteresistenz bei gleich bleibender Dämmwirkung. Für die Kerndämmung, bei der eine dauerhafte Feuchtigkeitseinwirkung möglich ist, ist Zellulose nicht zugelassen. Als reines Recyclingmaterial benötigt Zelluloseeinblasdämmung den geringsten Primärenergieeinsatz aller Dämmstoffe (55–70 kWh/m3) und ist einer der preiswertesten.

### Flachs und Hanf
Hanf- und Flachsfasern werden zu Dämmmatten verarbeitet, die bei der Hanffasererzeugung als Koppelprodukt anfallenden Schäben benutzt man gemischt mit Bitumen und Tongranulat als Schüttdämmstoffe oder man presst sie zusammen mit Kalk zu festen Platten und Steinen. Die Dämmstoffmatten finden in Wand, Dach und Boden Verwendung. Interessant ist die angenehme Verarbeitung (hautverträglich, staubarm) durch synthetische Polyesterfasern als Stützfasern. Vor allem die Dämmprodukte mit Hanfschäben bieten neben der wärmedämmenden Wirkung auch eine hohe Schalldämmung (siehe Hanfkalk).

### Seegras
Das Seegras der Ostsee (Zostera marina) und die sogenannten Seebälle mit Neptungras (Posidonia oceanica) aus dem Mittelmeer werden auch zum Dämmen genutzt. Ihnen ist unter anderem gemeinsam, dass sie eine besonders gute Ökobilanz haben, da das Meer sie wie ein Abfallprodukt an den Strand wirft. Sie bedürfen keiner besonderen Aufbereitung.

### Rein mineralische Naturdämmstoffe
Auch rein mineralische Dämmstoffe ohne Zusätze wie z. B. Blähton, Perlite, Vermiculit zählen zu den Naturdämmstoffen.

### Weitere Naturdämmstoffe
Roggenschrot kann in Granulatform als Schüttdämmung, Ein- oder Aufblasdämmung verwendet werden. Schafwollematten, Strohmatten, Baustrohballen, Korkplatten oder Korkgranulat, Schilfrohrplatten, Kokosfasern und -matten sind Beispiele von Naturdämmstoffen, die in Nischenmärkten oder in Spezialeinsatzbereichen verwendet werden.

## Umweltaspekte
Gegenüber mineralischen oder synthetischen Dämmstoffe ist die Umweltbelastung von Naturdämmstoffen in der Regel weitaus geringer, sowohl bei der Produktion als während des Einsatzes und bei der Entsorgung. Statt begrenzter fossiler oder mineralischer Rohstoffe kommen nachwachsende Rohstoffe zum Einsatz. Da die Schadstoffbelastung von Naturdämmstoffen in der Regel sehr gering ist, werden sie als wohngesundheitlich vorteilhaft eingestuft.
Wegen der natürlichen Materialbasis bereiten Naturdämmstoffe nach der Verwendung keine Entsorgungsprobleme, viele sind biologisch abbaubar.
Der Energieeinsatz bei der Herstellung und damit der Ausstoß klimarelevanter Gase liegt um ein Mehrfaches bis Vielfaches unter dem anderer Dämmstoffe. In Bezug auf die Energie- und Klimabilanz spielt neben dem Energieverbrauch der Dämmstoffe bei Herstellung, Anwendung und Entsorgung die Einsparung von Energie (zum Beispiel von Heizenergie) durch die Verwendung der Dämmstoffe eine wesentliche Rolle. Da in der Gesamt-Energiebilanz der Energieverbrauch der Herstellung bereits nach wenigen Wochen bis Monaten des Einsatzes durch die eingesparte Heizenergie ausgeglichen wird, ist die erreichte Dämmwirkung entscheidend für die Gesamtbilanz. Bei baulich begrenzter Dämmstoffdicke kann die Verwendung synthetischer oder mineralischer Hochleistungsdämmstoffe mit besonders hoher Dämmwirkung (zum Beispiel Plattendämmstoffe bis Wärmeleitgruppe 023, Vakuum-Isolationspaneele bis 0,004) energetisch positiver sein als die Verwendung von Naturdämmstoffen. Wo ausreichende Dämmstoffdicken möglich sind, bleiben Naturdämmstoffe jedoch deutlich im Vorteil.